# Mniobryum tortifolium
Mniobryum tortifolium är en bladmossart som beskrevs av J. Fröhlich 1964. Mniobryum tortifolium ingår i släktet Mniobryum och familjen Bryaceae. Inga underarter finns listade i Catalogue of Life.